# Альбрехт II (герцог Австрії)
Альбрехт II Мудрий (нім. Albrecht II der Weise; 12 грудня 1298, замок Габсбург, Швейцарія — 16 серпня 1358, Відень) — герцог Австрійський та Штирійський з 1 травня 1308 року (спільно з братами), а з 26 лютого 1339 року одноосібно, герцог Каринтії (з 1335 року) з династії Габсбургів.

## Вступ на престол
Альбрехт II був четвертим сином німецького короля й австрійського герцога Альбрехта I та Єлизавети Горицької, дочки Мейнхарда II, герцога Каринтії. У 1330 році, після смерті свого старшого брата Фрідріха I, Альбрехт II успадкував престол Австрії, розділивши владу з молодшим братом Оттоном, а після смерті брата став правити одноосібно. Будучи одруженим зі спадкоємицею ельзаського графства Пфірт, Альбрехт II приєднав цю область до володінь Габсбургів. У 1335 році, після смерті останнього представника Горицько-Тірольської династії, до складу австрійських володінь увійшло широке герцогство Каринтія. Щоправда, Тіроль через опір місцевого дворянства приєднати не вдалось: там воцарилась графиня Маргарита Маульташ.

## Зовнішня політика
Альбрехт II завдяки своїй розсудливості й відсутності агресивних зовнішньополітичних прагнень завоював значний авторитет у Німеччині. У 1335 році, наприклад, папа римський Бенедикт XII передав на посередництво Альбрехта II його суперечку з імператором Людвігом IV. 1337 року за допомогою до Альбрехта II проти імператора Англії звернувся французький король Філіп VI. Однак австрійський герцог відмовився виступити проти Людвіга IV й до кінця життя лишався лояльним імператором.

## Внутрішня політика
На час правління Альбрехта II в Австрії припали значні внутрішні заворушення: повені, землетрус, чума «Чорна смерть» у 1348—1349 роках. Складне становище склалось у родових передньо-австрійських володіннях Габсбургів: тут закріпився вплив Швейцарського союзу, до якого 1351 року приєднався Цюрих. Похід Альбрехта II на Цюрих у 1352 році виявився невдалим, й місто разом із прилеглою областю було втрачено для герцога.
Альбрехт II приділяв багато уваги впорядкуванню державної системи своїх володінь. Для Штирії та Каринтії він розробив та затвердив основні закони, що лишались чинними до падіння монархії Габсбургів, в тому числі штирійську «Гірську книгу» (нім. Bergbüchel).
У 1355 році Альбрехт II затвердив закон, що заборонив розподіл володінь Габсбургів, — так зване «Правило Альбертинського дому» (нім. Albertinische Hausordnung). Попри те, що вже діти Альбрехта II порушили цей закон і розділили між собою австрійські землі, дія «Правила Альбертинського дому» була відновлена імператором Максиміліаном I, а пізніше увійшло до тексту Прагматичної санкції й лишалось одним з основних законів Австрійської монархії до 1918 року.

## Сім'я

### Дружина

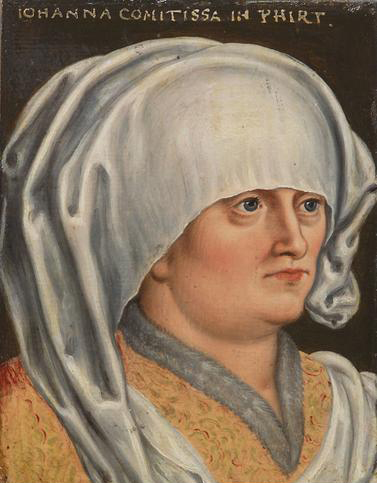
1 Іоанна (1300—1351)

### Діти

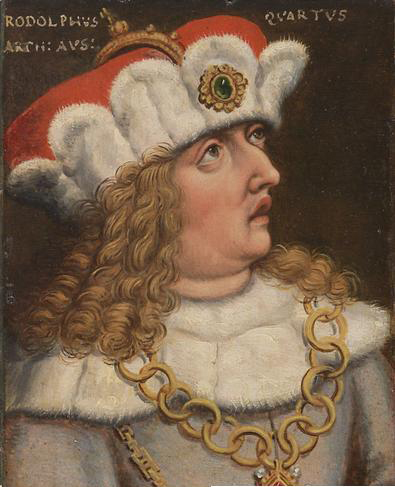
1 Рудольф (1339—1365)
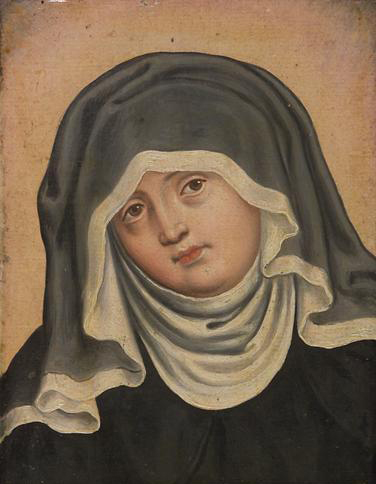
2 Катерина (1342—1381)
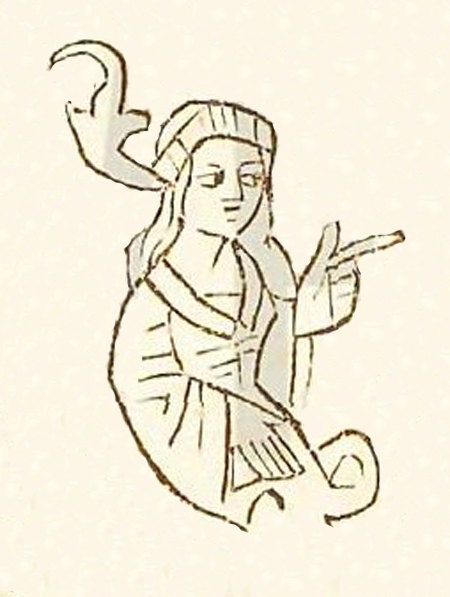
3 Маргарита (1346—1366)
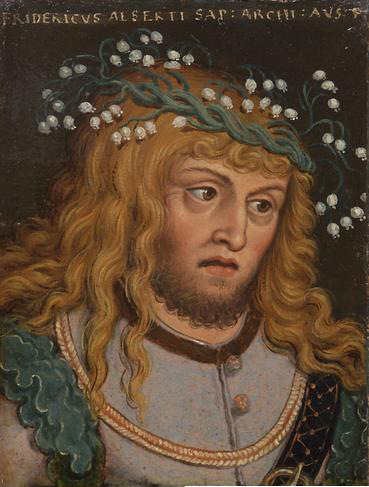
4 Фрідріх (1347—1362)
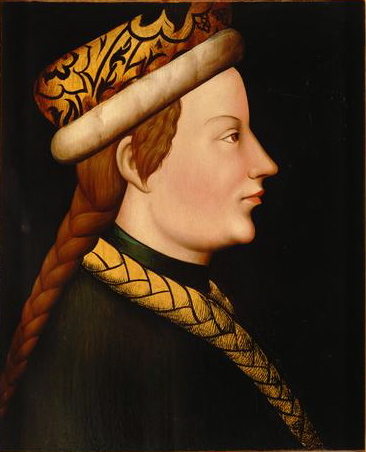
5 Альбрехт (1348—1395)
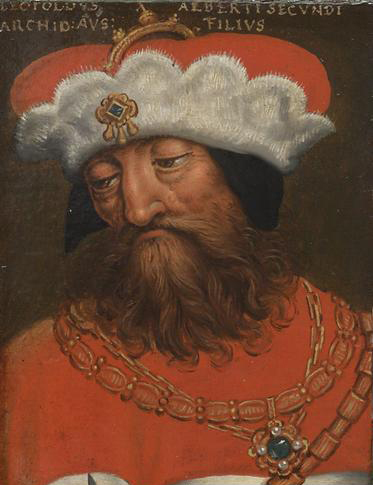
6 Леопольд (1351—1386)